# 北渡鱼属
北渡鱼属（学名：Beiduyu）是雀鳝科的一属。

## 下属物种
本属包括以下物种：
- 綦江北渡鱼 Beiduyu qijiangensis Murray, Xing, Divay, Liu & Wang, 2015，源自于侏罗纪晚期[2][3]